# DiSEqC

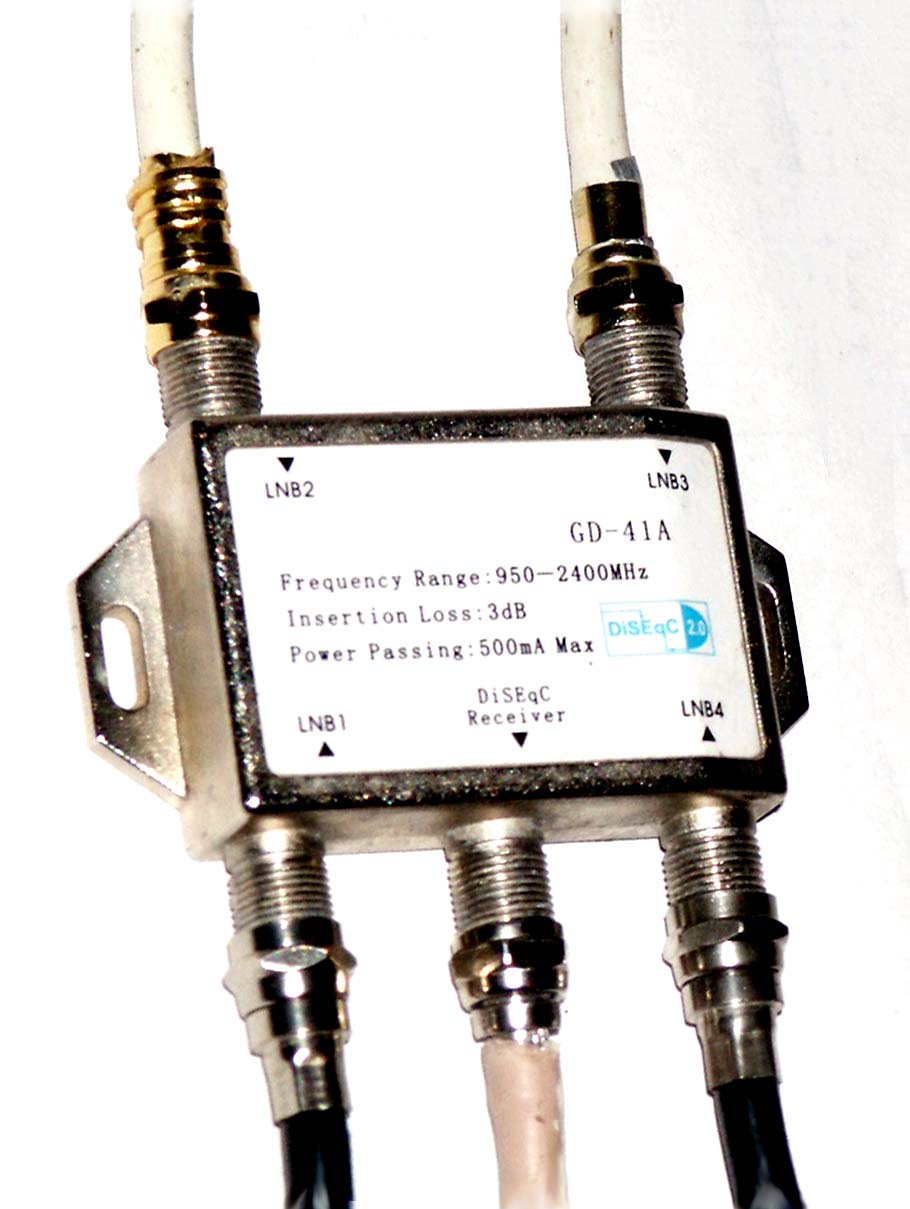
Переключатель DiSEqC 4×1 для подключения к ресиверу четырёх конверторов

DiSEqC (англ. Digital Satellite Equipment Control, традиционный вариант прочтения: дайсек, а самый распространенный — дисек) — специальный протокол связи для обмена данными между спутниковым ресивером и другими устройствами — такими, как: переключатели, поляризаторы, позиционеры и т. п. Для передачи сигнала используется коаксиальный кабель. Режим обмена данными через кабель — одно- или двусторонний, с возможностью подачи питания. Стандартом предусмотрена совместимость с традиционным переключением напряжения 13/18 вольт и несущей 22 кГц. Также, Дайсеками часто называются сами переключатели поддерживающие этот протокол.
DiSEqC™ — торговая марка «Eutelsat».
Протокол DiSEqC используется для управления различной периферией в приёмных системах спутникового ТВ. Это позиционеры, переключатели и даже конверторы (LNB), которые не стали популярными (речь идёт об управляемых по протоколу 1.0 конверторах). Команды DiSEqC передаются по линии постоянного питающего напряжения 12-20 В при помощи тоновых посылок частотой 22 кГц (±20 %) и номинальной амплитудой 650 мВ (±250 мВ) при напряжении питания 13/18 В. Учитывая потери в кабеле и допустимые погрешности, детектор DiSEqC-устройства должен сохранять работоспособность при снижении амплитуды до 300 мВ. Максимально рекомендуемая амплитуда составляет 1 В. Для того, чтобы детектор не реагировал на помехи, он не должен реагировать на тоновые посылки амплитудой менее 100 мВ.
DiSEqC использует для передачи широтно-импульсную модуляцию, при которой от ширины огибающей импульсов зависит передаваемый бит. Время передачи одного бита составляет 1,5 мс и условно разделено на 3 равные части по 500 мкс (±100 мкс). Для бита 0 ширина огибающей составляет 1.0мс, что соответствует 22 импульсам, а для бита 1 ширина огибающей составляет 0,5 мс, а это 11 импульсов.
Стандарт определяет несколько уровней, на которых могут работать устройства DiSEqC. Каждый уровень предполагает набор формируемых/исполняемых команд и возможностей. По идее, уровни совместимы «вниз», то есть ресивер с поддержкой более высокого уровня обязан работать с периферийным устройством более низкого уровня. На деле это правило выполняется не всегда. Например, почти все современные цифровые ресиверы поддерживают DiSEqC 1.2 (работа с позиционером) и при этом не поддерживают DiSEqC 1.1 (работа с расширенным набором переключателей).
Другое исключение из правила: любой ресивер, поддерживающий DiSEqC 1.0, должен поддерживать и переключатель Tone Burst — на самом деле, добрая половина ресиверов не могут работать с этим переключателем.
Существует несколько вариантов DiSEqC:
Самый нижний уровень — mini-DiSEqC или Tone Burst. Он не имеет «цифрового» обозначения и, по сути, не является частью технологии DiSEqC, однако устройства Tone Burst могут работать в одной системе с «настоящими» устройствами DiSEqC. Поэтому стандарт определяет этот уровень как «DiSEqC-compatible» — совместимый с DiSEqC.
- DiSEqC 1.0 — позволяет переключаться между 4 конверторами;
- DiSEqC 1.1 — позволяет переключаться между 16 конверторами;
- DiSEqC 1.2 — позволяет производить контроль за позиционером;
- DiSEqC 2.0 — добавляется двухсторонний режим обмена данными в DiSEqC 1.0.
- DiSEqC 2.1 — добавляется двухсторонний режим обмена данными в DiSEqC 1.1.
- DiSEqC 2.2 — добавляется двухсторонний режим обмена данными в DiSEqC 1.2.

Эти четыре вариации стандарта были стандартизированы в феврале 1998 года, до широкого применения цифрового спутникового телевидения.
Уровни DiSEqC 1.x предполагают однонаправленную связь — только передачу команд от ресивера периферийным устройствам. Уровни DiSEqC 2.x предусматривают передачу, как команд от ресивера периферийным устройствам, так и ответов этих устройств ресиверу. Кроме того, в зависимости от набора формируемых/исполняемых команд и, соответственно, набора поддерживаемых устройств эти уровни делятся на три подуровня: DiSEqC x.0, DiSEqC x.1 и DiSEqC x.2.
Вот тут часто возникает путаница. Например, можно предположить, что уровень DiSEqC 2.0 выше уровня DiSEqC 1.1, и ресивер, поддерживающий DiSEqC 2.0, должен работать, например, с переключателем DiSEqC 1.1. На самом деле, DiSEqC 2.0 — это «двунаправленная версия» уровня DiSEqC 1.0, и включает только набор команд уровня 1.0.
Уровень DiSEqC 3.0 в документах стандарта только упоминается, но не описывается. В системе DiSEqC 3.0 не только периферийные устройства должны управляться от ресиверов, но и сами ресиверы могут программироваться и настраиваться сигналами DiSEqC, поступающими от единого центра управления. Такая технология актуальна для коллективных систем с множеством ресиверов. Реальных устройств, поддерживающих DiSEqC 3.0, на рынке нет. Другими словами, уровень на сегодня не реализован, и рассматривать его преждевременно.
Некоторые вариации DiSEqC часто используются производителями и магазинами для обозначения других протоколов (1.3, как правило, приёмники «USALS»), но эти виды не санкционированы «Eutelsat».
На базе этого протокола существуют и многофункциональные коммутаторы «Мультисвичи», предназначенные для коммутации от 8-ми и более спутниковых конверторов с подачей сигналов на несколько спутниковых ресиверов.
Также известны «домашние» разработки самодельных коммутаторов, с возможностью повторения конструкции самостоятельно в домашних условиях.